# Monty Roberts

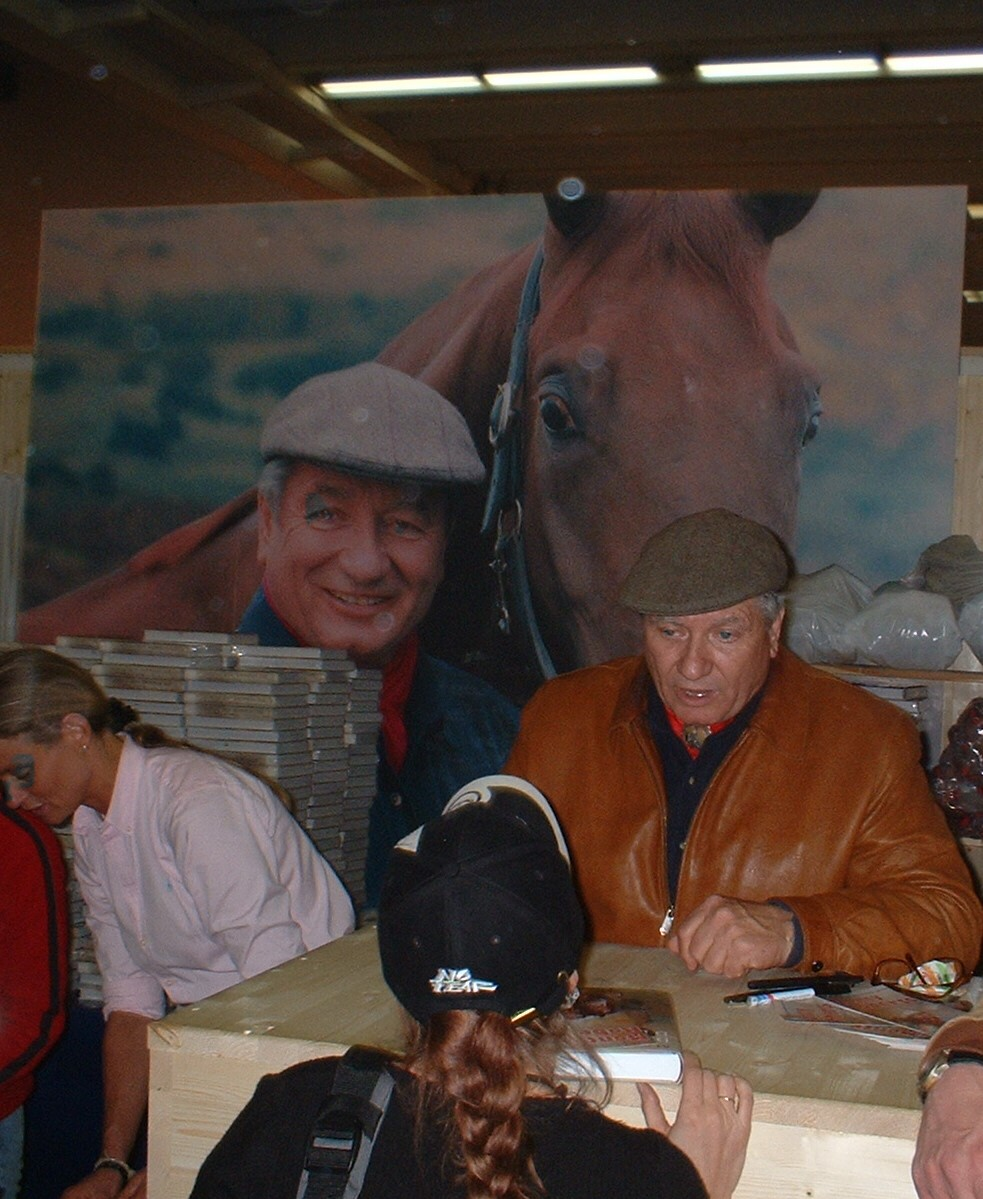
Monty Roberts (Equitana in Essen, März 2003)

Monty Roberts (* 14. Mai 1935 in Salinas, Kalifornien als Marvin Earl Roberts) ist ein US-amerikanischer Autor, Pferdezüchter und ehemaliger Rodeoreiter, der durch einen besonderen Umgang mit traumatisierten und schwierigen Pferden bekannt geworden ist.

## Leben
Geboren wurde er 1935 als Sohn eines kalifornischen Pferdetrainers in Salinas. Bereits im Alter von drei Jahren lernte er dort das Reiten, mit vier Jahren ritt er erste Turniere. Zu seinem Vater hatte er ein schwieriges Verhältnis; er wurde oft geschlagen und hasste zudem die gewalttätigen Methoden, mit denen sein Vater die Pferde einritt.
Bald nach ersten Engagements als Stunt-Double für Elizabeth Taylor (in National Velvet, 1943) und andere beschäftigte sich Roberts mit dem Verhalten und der „Sprache“ wilder Pferde (Mustangs), die er Equus (lateinisch: ‚Pferd‘) nannte. Aber erst nach einer Karriere als Rodeo-Reiter (1955 bis 1969) und Pferdezüchter (ab 1966) gelang es ihm, mit seiner Methode des gewaltfreien Pferdetrainings die gewonnenen Erkenntnisse umzusetzen – einer Methode, die viele Anhänger, aber auch entschiedene Gegner findet: Viele Fachleute lehnen die Roberts-Methode gerade wegen des damit auf das Pferd ausgeübten psychischen Drucks ab.
1986 demonstrierte er erstmals seine Join-Up-Methode als Gastdozent an der Universität von British Columbia in Vancouver. Bereits 1989 trainierte er auf Einladung der britischen Königin deren Pferde auf Windsor Castle und wurde offizieller Berater der Queen. 1996 veröffentlichte er seine Erfahrungen in dem Buch Der mit den Pferden spricht, das in 17 Sprachen übersetzt wurde. Es folgten mit Shy Boy. Gespräche mit einem Mustang (1999), in dem Roberts vor allem auf eines seiner Join-Ups mit einem wilden Mustang in Nevada eingeht, Das Wissen der Pferde – und was wir Menschen von ihnen lernen können (2001) und Pferde meines Lebens (2004) weitere Bücher.

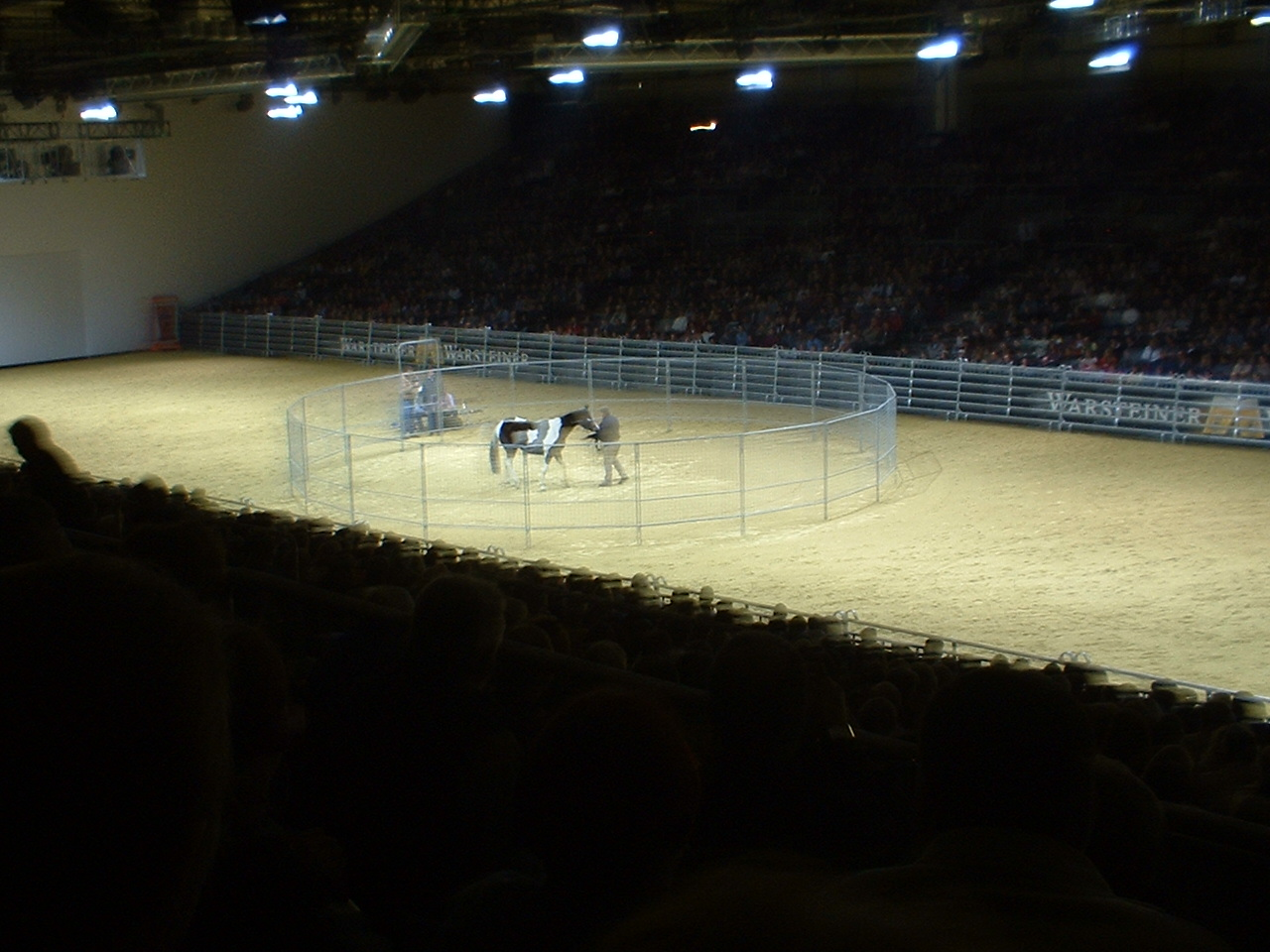
Monty Roberts bei der Arbeit

In Deutschland wurde Roberts durch seine Arbeit mit Lomitas vom Gestüt Fährhof (bei Sottrum) bekannt. Lomitas weigerte sich, nachdem er als Zwei- und Dreijähriger etliche Rennen gewonnen hatte, bei seinem ersten Start 1991 sich überhaupt in die Nähe der Startbox zu bewegen. Das Pferd schien derart in Panik, dass fünf bis sieben Pfleger es kaum halten konnten. Seine Rennbahn-Karriere (und damit auch der finanziell wichtige Einsatz als Zuchthengst) schien beendet. Das Gestüt Fährhof engagierte Roberts, der sich intensiv mit Lomitas beschäftigte und ihn schließlich dazu brachte, die Startbox wieder zu betreten und eine der erfolgreichsten Karrieren als Renn- und Zuchtpferd fortzusetzen.
Die bereits in einer BBC-Ausstrahlung von 1998 (Monty Roberts: Der wahre Pferdeflüsterer) dokumentierte Methode Roberts’ wurde mittlerweile in Zusammenarbeit mit der Firma Foxworthy Consulting um ein Business-Management-Programm ergänzt, mit dem die Methode des Vertrauens und der Kommunikation auch auf die Arbeitswelt von Menschen übertragen werden soll. Zu den Klienten zählen Unternehmungen wie Walt Disney Corp., Merrill Lynch, AT&T, General Motors, die Volkswagen AG und andere. Nach einer Deutschlandtournee 2002 bekam Roberts am 27. April 2002 in der Schweiz die Ehrendoktorwürde der Universität Zürich verliehen.
Heute lebt er mit seiner Frau Pat in seinem „Flag-is-Up-Farms“-Trainingszentrum in Buellton im Santa Ynez Valley, Kalifornien. Er ist viel unterwegs, um seine Konzepte vor Livepublikum zu demonstrieren.

## Monty Roberts Instructors
Monty Roberts bildet Instruktoren aus, sogenannte Certified Instructors, die ihrerseits dann Roberts Konzepte unterrichten. Dazu gehört auch der Prozess des Join-Up. Im deutschsprachigen Raum gibt es mittlerweile mehr als zehn Instruktoren. In Österreich gibt es bislang drei zertifizierte Instruktoren. Die Ausbildung zum zertifizierten Monty Roberts Instructor ist ein mehrstufiger Prozess, der mehrere Jahre dauern kann.
Die Ausbildung beginnt mit dem Einführungskurs für Horsemanship. Dieser zweiwöchige Kurs mit Pferdearbeit und Unterricht findet im Monty Roberts International Learning Center (MRILC) auf der Flag Is Up Farms statt. Inhalte sind die Join-Up-Methode, das Dually-Halfter, Doppellonge, Herdenübungen, Verladen sowie Pferdepsychologie, Physiologie und Ernährung. Der nächste Schritt ist das Fernstudium inklusive Praxistraining und Feldstudien mit verschiedenen Pferden zu Hause. Nach einer Videobeurteilung durch das MRILC wird entschieden, ob der angehende Instruktor bereit für die Prüfung am MRILC ist. Das Bestehen der Prüfung ermöglicht die Teilnahme am Kurs für Fortgeschrittene.
Der Horsemanship-Kurs für Fortgeschrittene kann nur am MRILC absolviert werden und besteht aus drei Wochen Training mit unausgebildeten und unberührten Pferden sowie mit Problem- und traumatisierten Pferden sowie dem vertieften Studium der Pferdepsychologie. Darauf folgt erneut eine Phase des Fernstudiums mit Praxistraining und Feldstudien zu Hause. Wieder wird mittels Videobeurteilung durch das MRILC festgestellt, ob die Teilnehmer zur Prüfung für die „Advanced Exams“ zugelassen werden.
Anschließend kann eine „Certified Instructor’s Internship“ durchgeführt werden. Dieses Praktikum findet auf Flag Is Up Farms statt und dauert mindestens drei Monate. Dabei werden die notwendigen Fähigkeiten erlernt, um später selbständig tätig zu werden. Zertifizierte Ausbilder begleiten diesen Prozess. Am Ende der drei Monate beurteilt Monty Roberts, ob eine weitere Ausbildung notwendig ist oder ob Teilnehmer den Abschluss als „Monty Roberts Certified Instruktor“ erhalten. Dieser Abschluss qualifiziert dazu, Join-Up und Long-Lining-Kurse weltweit zu unterrichten, sowie den Monty Roberts Einführungskurs und Horsemanship 101 Kurse.

## Werke
- Der mit den Pferden spricht (engl. Originaltitel: The Man Who Listens to Horses; erschienen 1996). Bastei-Lübbe, Bergisch Gladbach 1997, ISBN 3-404-60466-0.
- Shy Boy: Gespräche mit einem Mustang (engl. Originaltitel: Shy Boy: The Horse That Came in from the Wild). Bastei-Lübbe, Bergisch Gladbach 1999, ISBN 3-7857-0921-8.
- Die Sprache der Pferde (engl. Originaltitel: A Hands-On Guide to the Monty Roberts Methods of Join-Up Horsemanship). Bastei-Lübbe, Bergisch Gladbach 2002, ISBN 3-7857-2106-4.
- Das Wissen der Pferde und was wir Menschen von ihnen lernen können (engl. Originaltitel: Join-up. Horse Sense for People). Bastei Lübbe, Bergisch Gladbach 2003, ISBN 3-404-60510-1.
- Pferde meines Lebens (engl. Originaltitel: The Horses in My Life). Bastei Lübbe, Bergisch Gladbach 2006, ISBN 3-404-61589-1.